# SK어드밴스드
SK어드밴스드 주식회사(영어: SK Advanced)는 2014년 9월 SK가스로부터 물적분할되어 설립된 프로필렌 전문 생산/판매 회사이다.

## 사업장 현황
- 본사: 울산광역시 남구 용연로 299 (황성동)
- 판교사업장: 경기도 성남시 분당구 판교로 332 Eco-Hub 4층